# Dirmstein
Dirmstein là một đô thị thuộc huyện Bad Dürkheim, trong bang Rheinland-Pfalz, phía tây nước Đức. Đô thị Dirmstein có diện tích 14,68 km², dân số thời điểm ngày 31 tháng 12 năm 2006 là 3038 người.